# Hot in the Shade
Hot in the Shade – piętnasty album studyjny amerykańskiej grupy rockowej KISS wydany w październiku 1989 roku.

## Lista utworów

### Strona pierwsza
1. "Rise to It" (Paul Stanley, Bob Halligan Jr) – 4:08
  - śpiew - Paul Stanley
2. "Betrayed" (Tommy Thayer, Gene Simmons) – 3:38
  - śpiew - Gene Simmons
3. "Hide Your Heart" (Stanley, Desmond Child, Holly Knight) – 4:25
  - śpiew - Paul Stanley
4. "Prisoner of Love" (Bruce Kulick, Simmons) – 3:52
  - śpiew - Gene Simmons
5. "Read My Body"	(Stanley, Halligan) – 3:48
  - śpiew - Paul Stanley
6. "Love's a Slap in the Face" (Simmons, Vini Poncia) – 4:04
  - śpiew – Gene Simmons
7. "Forever" (Stanley, Michael Bolton) – 3:52
  - śpiew - Paul Stanley
8. "Silver Spoon"	(Stanley, Poncia) – 4:38
  - śpiew - Paul Stanley

### Strona druga
1. "Cadillac Dreams" (Simmons, Poncia) – 3:44
  - śpiew - Gene Simmons
2. "King of Hearts" (Stanley, Poncia) – 4:26
  - śpiew - Paul Stanley
3. "The Street Giveth and the Street Taketh Away" (Thayer, Simmons) – 3:34
  - śpiew - Gene Simmons
4. "You Love Me to Hate You" (Stanley, Child) – 4:00
  - śpiew - Paul Stanley
5. "Somewhere Between Heaven and Hell" (Simmons, Poncia) – 3:52
  - śpiew - Gene Simmons
6. "Little Caesar" (Simmons, Eric Carr, Adam Mitchell) – 3:08
  - śpiew - Eric Carr
7. "Boomerang" (Kulick, Simmons) – 3:30
  - śpiew - Gene Simmons

## Informacje

### Skład zespołu
- Gene Simmons – bas; śpiew
- Paul Stanley – gitara rytmiczna; śpiew
- Bruce Kulick – gitara prowadząca
- Eric Carr – perkusja; wokal wspierający

### Gościnnie
- Phil Ashley – keyboard; wokal wspierający.
- Tommy Thayer – gitara w "Betrayed"
- Charlotte Crossley – śpiew towarzyszący w "Silver Spoon"
- Valerie Pinkston – śpiew towarzyszący w "Silver Spoon"
- Kim Edwards-Brown – śpiew towarzyszący w "Silver Spoon"

## Notowania
Album – Billboard (Ameryka Północna)
| Rok  | Lista         | Pozycja |
| ---- | ------------- | ------- |
| 1989 | Billboard 200 | 29      |

Single – Billboard (Ameryka Północna)
| Rok  | Singel            | Lista                  | Pozycja |
| ---- | ----------------- | ---------------------- | ------- |
| 1989 | "Hide Your Heart" | Mainstream Rock Tracks | 22      |
| 1989 | "Hide Your Heart" | Billboard Hot 100      | 83      |
| 1990 | "Forever"         | Mainstream Rock Tracks | 17      |
| 1990 | "Forever"         | Billboard Hot 100      | 8       |
| 1990 | "Rise To It"      | Mainstream Rock Tracks | 40      |
| 1990 | "Rise To It"      | Billboard Hot 100      | 81      |